# Белорусское географическое общество
Белорусское географическое общество (ОО "БелГО") — общественная организация в Республике Беларусь, которая объединяет граждан на основании общности интересов в области географии, краеведения и смежных наук. Основана в 1954 г.

## История
Свою историю Белорусское географическое общество начинает после Великой Отечественной войны, когда в 1954 г. на заседании Научного совета ГО СССР было принято постановление об открытии Географического общества Белорусской ССР — филиала Географического общества СССР. Одновременно решались и вопросы, подчёркивающие самостоятельность созданного Географического общества БССР. Таким образом, фактически днём рождения Белорусского географического общества является 19 марта 1954 г. После распада СССР, правопреемником Географического общества БССР стала общественная организация "Белорусское географическое общество".
Среди первых действительных членов ГО СССР от Белоруссии были географы, которые стали знаменитыми учеными и сделали большой вклад в развитие белорусской географической науки: В. А. Дементьев, Л. Н. Вознячук, О. Ф. Якушко, Г. И. Марцинкевич, Н. Т. Романовский, М. Е. Рогозин и др.
В начале 1959 г. Советом ГО был утверждён Могилевский отдел — первый областной отдел в истории БелГО. Сейчас отделы БелГО существуют во всех областях страны, и городе Минске. Крупнейший по количеству членов на 2004 год — Гомельский областной отдел. Всего в Обществе состоит около 600 человек.

## Цели и задачи
Основными направлениями работы БелГО являются:
- координация работ белорусских географов;
- организация совместных исследований с представителями смежных научных направлений (историками, ботаниками, экономистами и т. д.)
- популяризация географических знаний;
- установление и поддержка контактов с географическими организациями ближнего и дальнего зарубежья;
- развитие школьной географии.
- устойчивое развитие
- проблемы изменения климата

## Деятельность
Высшим руководящим органом ОО БелГО является съезд, созываемый раз в пять лет. Руководящим органом на период между съездами является Ученый совет, который собирается не реже одного раза в три месяца и возглавляется президиумом Ученого совета и председателем (избирается на съезде сроком на 5 лет).
БелГО и его отделы проводят различные международные, республиканские и региональные конференции на географическую и геологическую тематику. Периодические издания (общественно-научные журналы)    «Могилёвский меридиан» издаваемый Могилевским  отделом. БелГО занимается популяризацией географических знаний, проблемами устойчивого развития территорий Беларуси, развитием туристических дестинаций, оказанием методической помощи учителям, чтением лекций, борется за увеличение  количества учебных часов по географии в средней школе. Представители БелГО принимали участие в экспедициях в Антарктиду, покорении высших вулканических точек пяти материков, в определении географического центра Беларуси и установлении соответствующего знака. Основными зарубежными организациями, с которыми сотрудничает БелГО, являются  Индийское географическое общество и Русское географическое общество, а также более тридцати географических обществ мира.
В 2017 году в номинации «Издание» Белорусскому географическому обществу, Белорусскому госуниверситету и РУП «Белкартография» за выпуск «Географического атласа учителя» вручена высокая награда —  национальная премия «Хрустальный компас».
Начиная с 2023 года Общественное объедиение "Белорусское географическое общество " проводит международную просветительскую акцию "Белорусский географический диктант"  Белоруского географического общества. Первый диктант получил символичное название" Берестейский географический диктант" по названию самой западной области Республики Беларусь, в акции приняло участи е около 3740 участников. При поддержке БелГО в Республике Беларусь на паритетной основе  проводится акция «Географический диктант» Русского географического общества . Конкурс среди учителей географии Республики Беларусь. В апреле 2024 года впервые в Национальной библиотеке была проведена выставка работ Беларуских геграфов и путешественников " от Нёмана да Ціхага акіяна". К 70 летию Общественного объедиения "Белорусское географическое общество " был издан библиографический справочник "Географы Беларусі" по редакцией А. Е.Яротова.
Основные направления исследований БелГО:
- рациональное размещение производительных сил,
- ландшафтоведение и антропогенные ландшафты Белоруссии,
- рекреационная география Белоруссии и зарубежных стран,
- география населения Белоруссии,
- геолого-геоморфологические исследования,
- социально-экономическая география Белоруссии и зарубежных стран,
- гидрология Белоруссии,
- рациональное использование природных ресурсов и охрана окружающей среды и др.
- устойчивое развитие территорий
- адаптация населения к изменениям климата

Основой деятельности республиканского БелГО являются областные отделы:
1. Могилевский отдел;
2. Гомельский отдел;
3. Брестский отдел;
4. Витебский отдел;
5. Минский отдел;
6. Гродненский отдел - 2023г регистрации.
7. Минский городской -2023г. регистрации.

## Съезды Белорусского географического общества
- I Съезд ГО БССР (Минск) — 12 марта 1975 г.
- II Съезд ГО БССР (Минск) — 5-6 декабря 1978 г.
- ІІІ Съезд ГО БССР (Гомель) — 19-21 октября 1983 г.
- IV Съезд ГО БССР (Брест) — 21-23 сентября 1989 г.
- V Съезда БГО (Минск) — 24 ноября 1994 г.
- VI Съезд БГО (Могилёв) — 27-30 сентября 1999 г.
- VII Съезд БГО (Минск) — 5-6 октября 2004 г.
- VIII Съезд БелГО (Минск) — 4 февраля 2010 г.
- IX Съезд БелГО (Минск) — 20 октября 2017 г.
- X Съезд БелГО (Минск) — 25 июня 2021 г.[10][11]

## Руководители Общества
- И. С. Лупинович (1954—1957) — председатель Научного совета
- К. И. Лукашов (1957—1960) — председатель Научного совета
- Т. С. Горбунов (1960—1963) — председатель Научного совета
- В. А. Дементьев (1963—1974) — председатель Научного совета
- В. А. Жучкевич (1974—1983) — и.о. председателя Научного совета (1974—1975), президент (1975—1983)
- В. С. Аношко (1983—2004) — президент
- П. С. Лопух (2004—2017) — председатель
- А. Е. Яротов (с 2017 г.) — председатель